# Siphonidiidae
Siphonidiidae é uma família de esponjas marinhas da ordem Lithistida.

## Gêneros
- Gastrophanella Schmidt, 1879
- Lithobactrum Kirkpatrick, 1903
- Siphonidium Schmidt, 1879